# Härjedalens fjällmuseum

Härjedalens fjällmuseum är ett museum i Funäsdalen i Härjedalen. Det invigdes 1999. I anslutning till museet ligger Fornminnesparken som är öppen året runt och är Sveriges äldsta bygdemuseum från 1894. Härjedalens fornminnesförening har varit den aktiva organisationen för tillblivelsen av museet och parken. 

## Verksamhet
Verksamheten vid museet drivs idag i form av ett aktiebolag, Härjedalens Fjällmuseum AB, där huvudmännen är Stiftelsen Jamtli, Härjedalens kommun och Härjedalens Fornminnesförening. Härjedalens kommun innehar ordförandeposten. VD och museichef är sedan 2013 Ola Hanneryd. 
I tävlingen European Museum of the Year Award 2001 i Pisa fick museet ett särskilt omnämnande. Museibyggnaderna har ritats av Arkitekt Jörgen Grönvik. I museet finns en permanent utställning om skulptören Emil Näsvall.
Härjedalens Fjällmuseum nominerades 2019 som ett av tre svenska museer till priset Årets museum. Nomineringen löd: "genom att granska fördomar och medvetet utmana den tillrättalagda berättelsen om närområdet har Härjedalens Fjällmuseum lyft fram en mångfald av tidigare osynliggjorda perspektiv och vidgat bilden av fjällvärlden och Härjedalen. Med förtroende och tilltro till publiken visar museet att innovativ och inkluderande museiverksamhet kan bedrivas med småskalig organisation och är en inspiratör för landets mindre museer." 

## Historia
Bygdemuseet startades av eldsjälen Erik Fundin (1843-1932). Han reagerade mot att Artur Hazelius köpte upp föremål i trakten, vilka han förde till Skansen. Då Fundin 1893 besökte Trondheim och dess museum fick han idén att öppna ett lokalt museum med de föremål han själv hade samlat in. Intresserade personer i bygden bildade 1894 Härjedalens fornminnesförening och de lät uppförde en första museibyggnad i det som nu kallas Fornminnesparken. Hela bygden engagerades i penninginsamlingar och frivilliga flyttade byggnader till parken. Fundin ägnade sig främst åt katalogisering av insamlade föremål. Han blev dock med åren allt skröpligare och yngre krafter tog vid. De magasin som användes var primitiva och behovet av en museibyggnad växte, men medel saknades. Emellertid brann Fundins hemgård, som låg alldeles intill hembygdsparken, ner 1989. Olika intressenter enades därefter om att uppföra en museibyggnad på platsen. Den stod klar 1998 och invigdes året därpå av kung Carl Gustaf. Om Fundin skrev Gustaf Näsström 1931: "Den lilla sega gubben har varit en pionjär i sin bygd, en av dessa folkminnets väktare, till vilka svensk kulturforskning står i så djup tacksamhetsskuld."

## Bilder

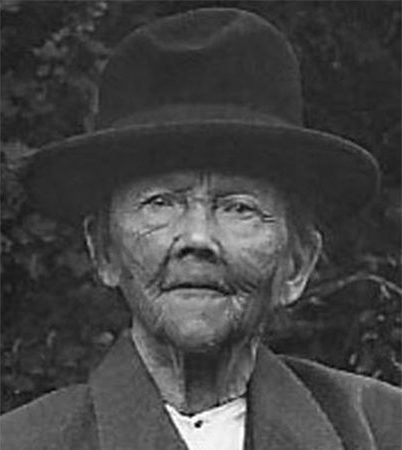
Erik Fundin
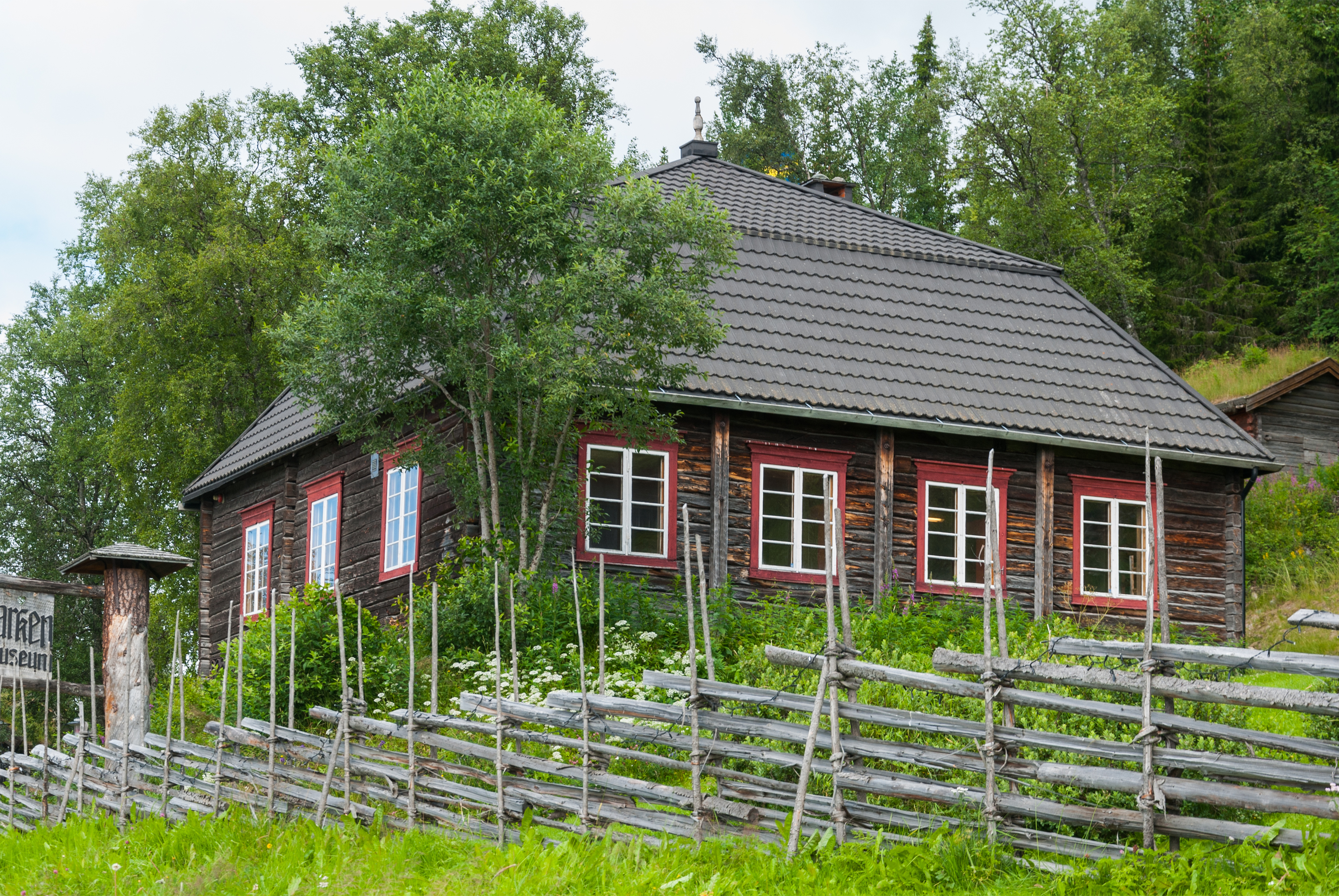
Äldre byggnad i Fornminnesparken
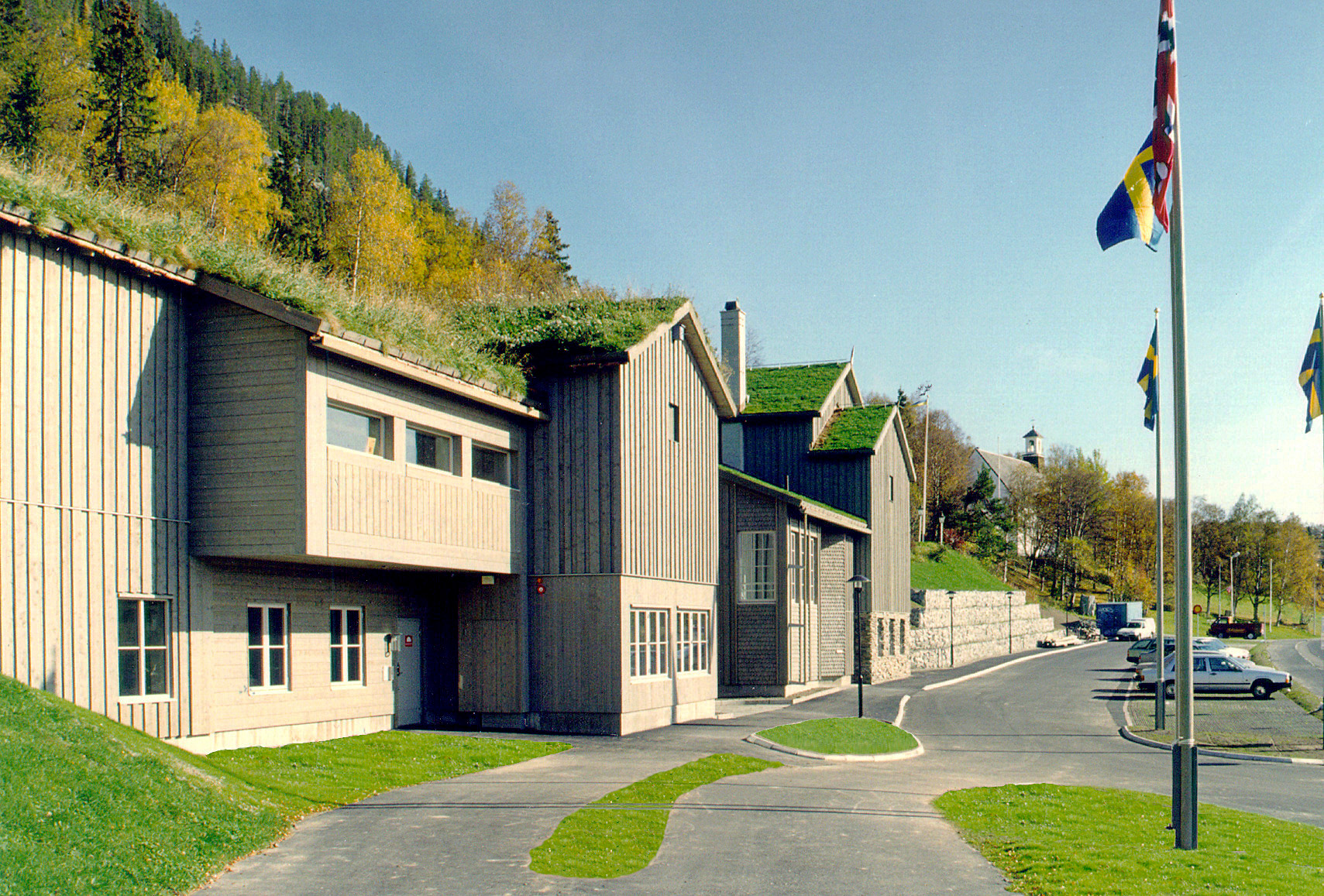
Härjedalens fjällmuseum i september 2008